# Melastoma sanguineum
Melastoma sanguineum är en tvåhjärtbladig växtart som beskrevs av John Sims. Melastoma sanguineum ingår i släktet Melastoma och familjen Melastomataceae. Utöver nominatformen finns också underarten M. s. latisepalum.

## Bildgalleri

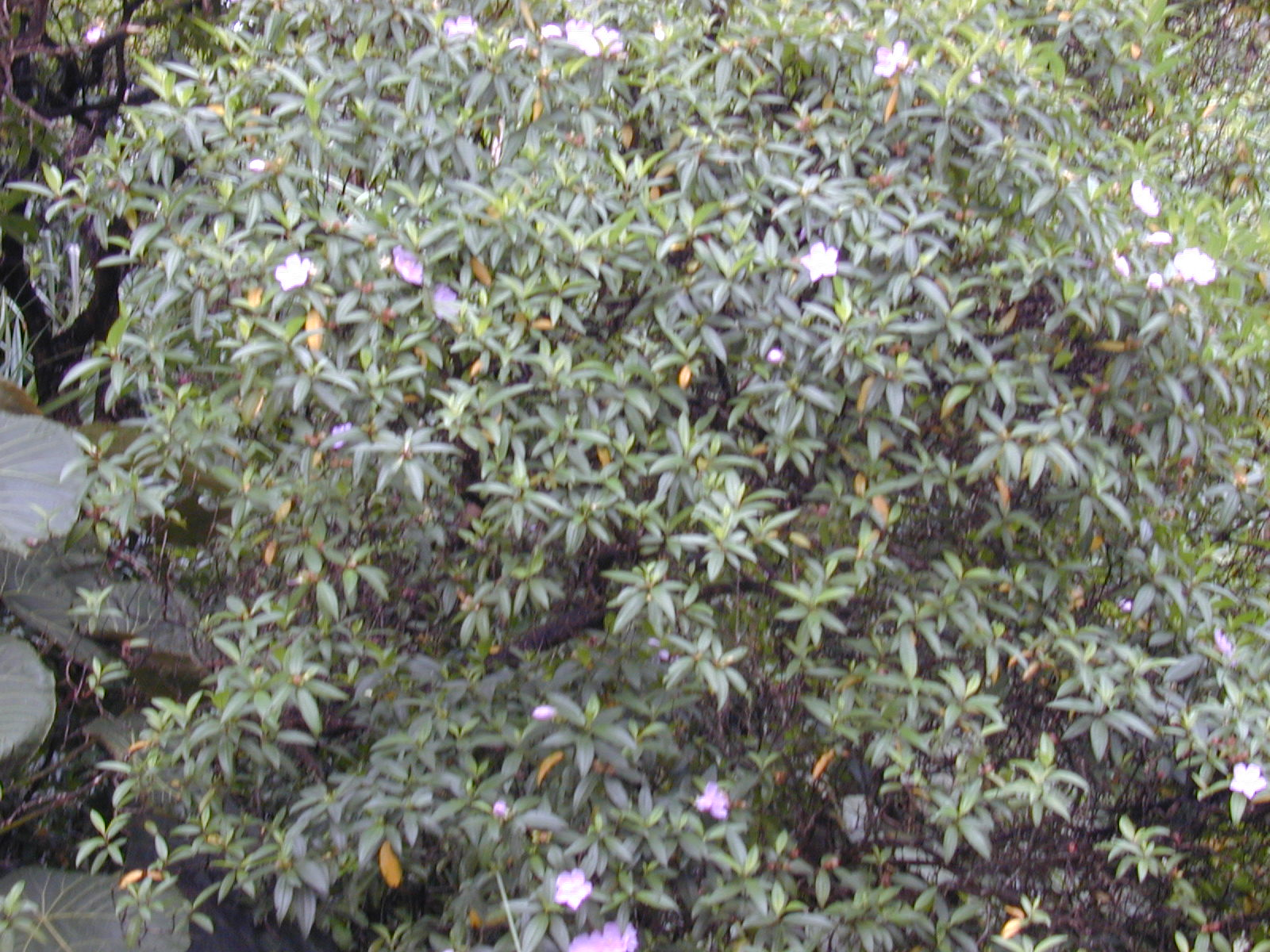
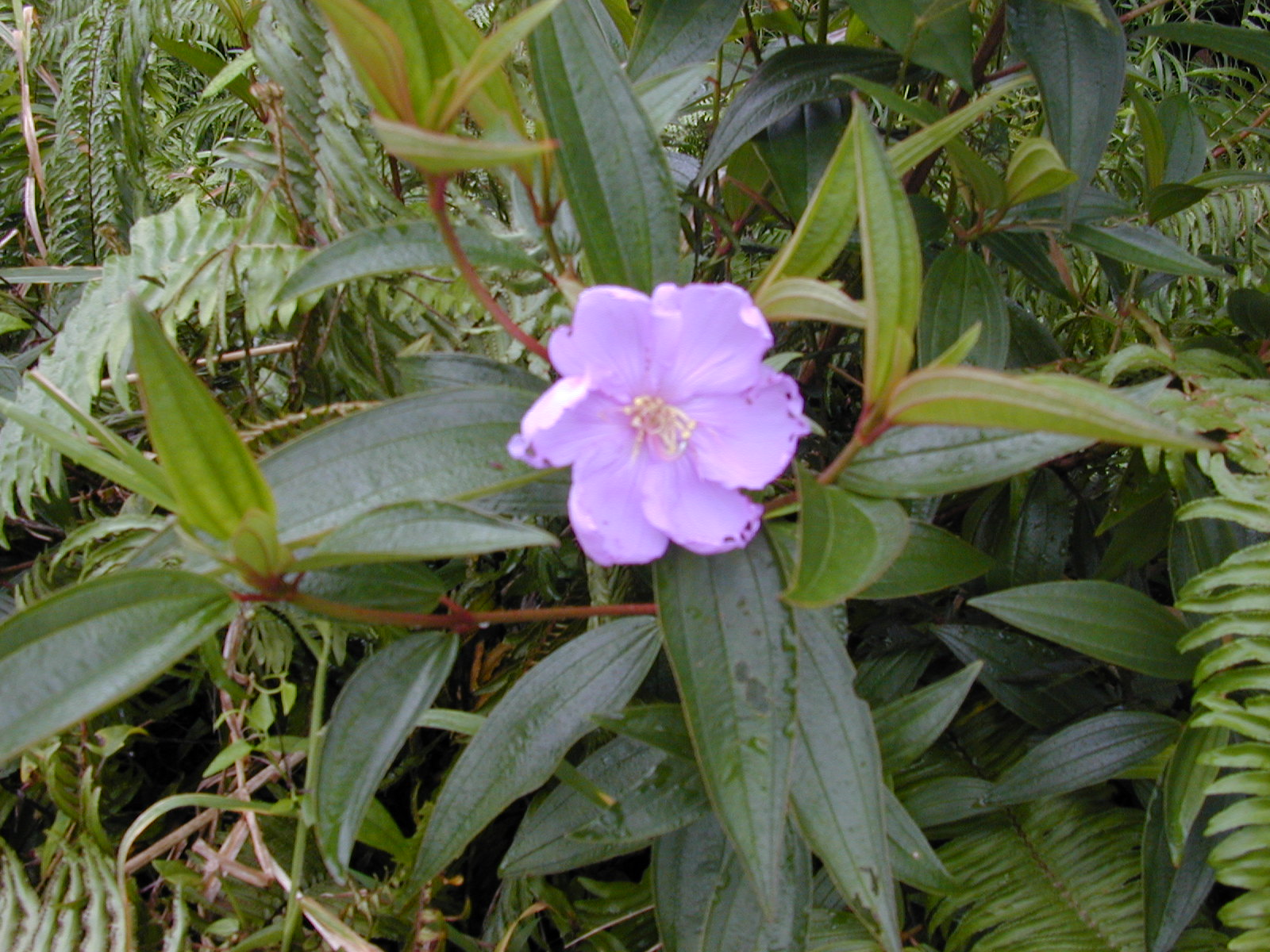
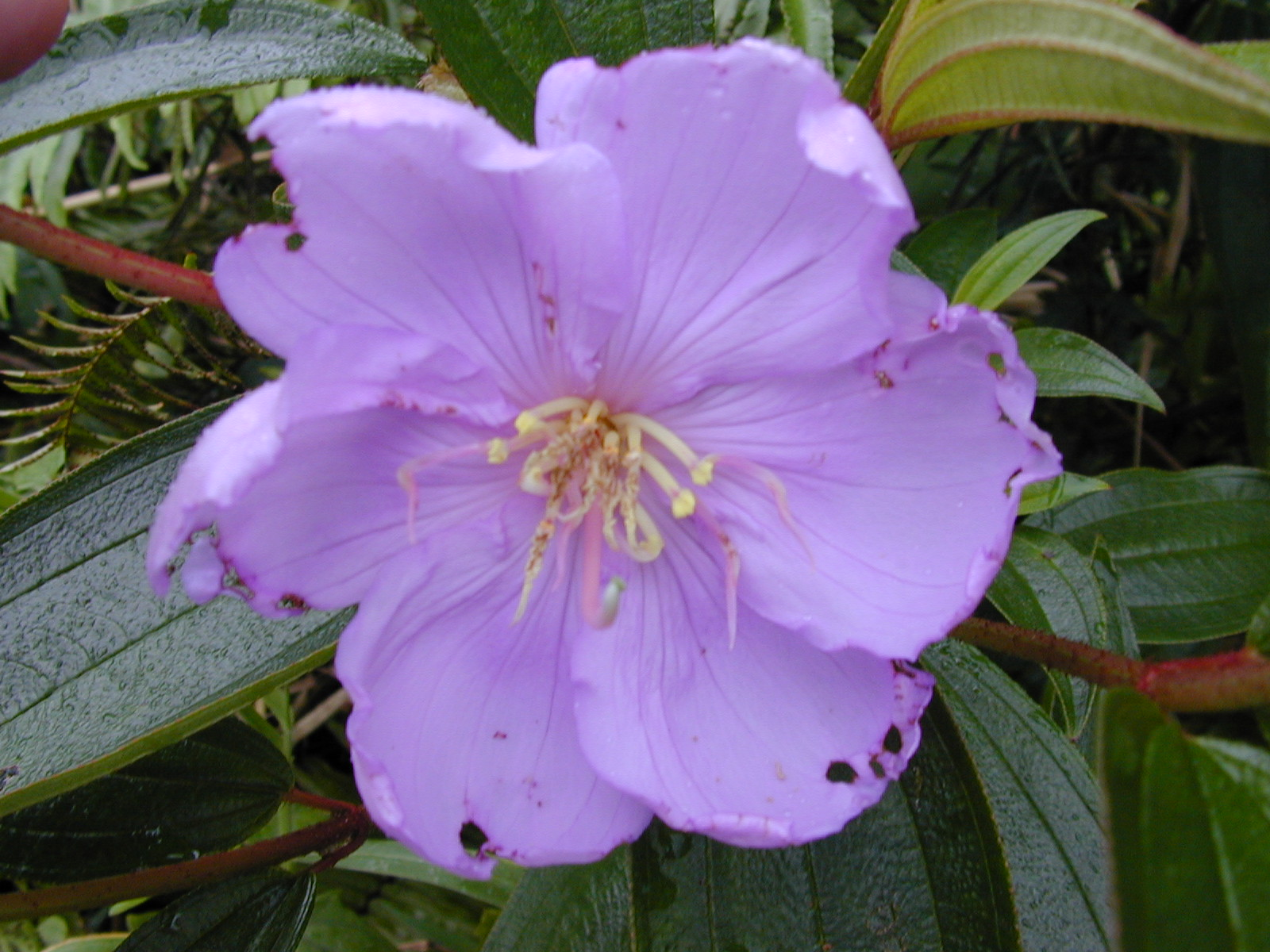
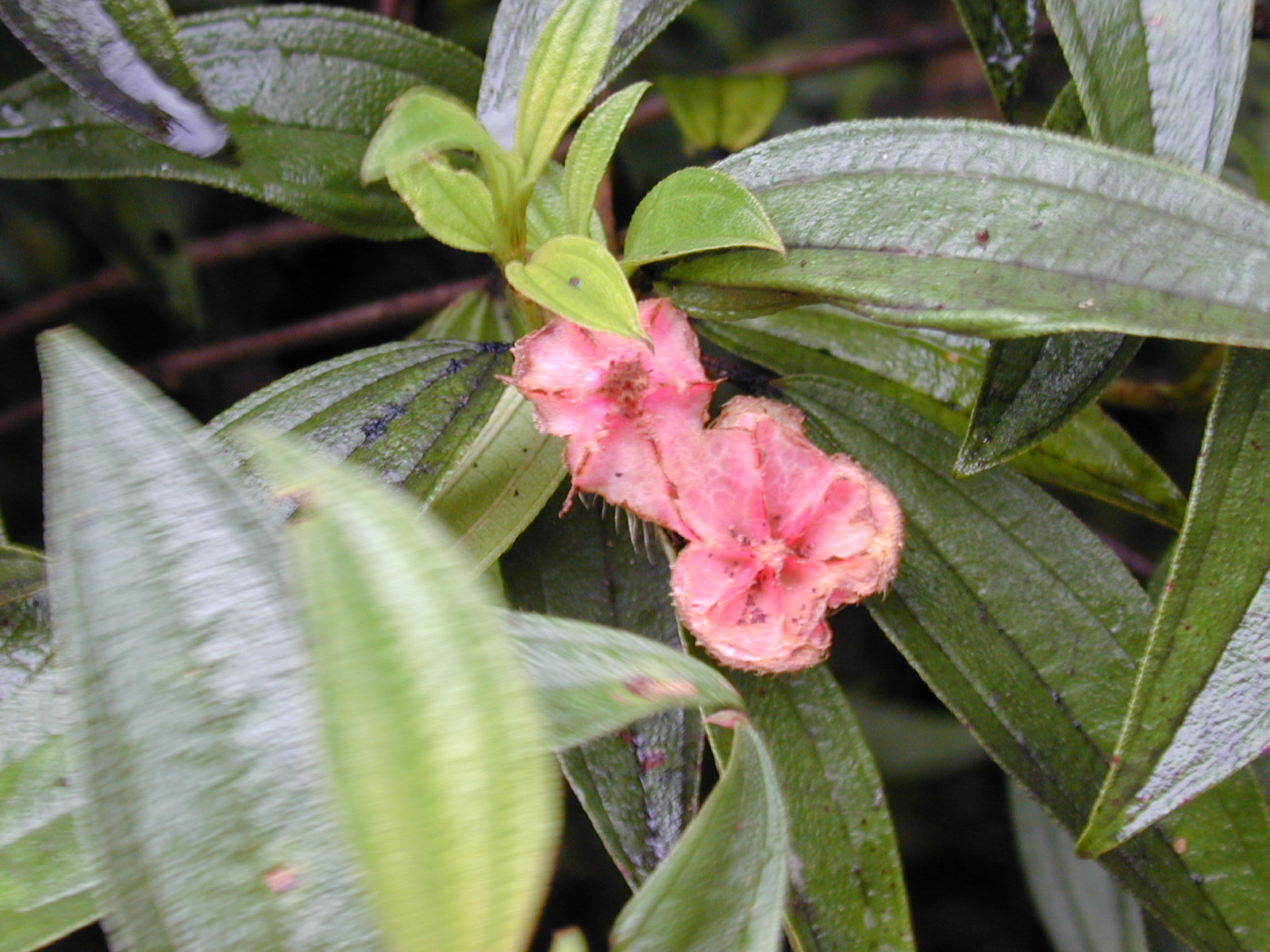